# Lundalmsskinn
Lundalmsskinn (Peniophora lilacea) är en svampart som beskrevs av Bourdot & Galzin 1913. Lundalmsskinn ingår i släktet Peniophora och familjen Peniophoraceae.  Arten är reproducerande i Sverige. Inga underarter finns listade i Catalogue of Life.